# جون هالدين (فيلسوف)
جون هالدين (بالإنجليزية: John Joseph Haldane)‏ هو فيلسوف بريطاني، ولد في 19 فبراير 1954.